# Allerød Kommune
Allerød Kommune i Frederiksborg Amt blev dannet ved kommunalreformen i 1970. Ved strukturreformen i 2007 fortsatte den som selvstændig kommune efter at 70% af borgerne ved en folkeafstemning havde stemt for at den ikke skulle lægges sammen med andre kommuner. Kommunen hører nu til Region Hovedstaden.

## Tidligere kommuner
Allerød Kommune blev dannet ved sammenlægning af 2 sognekommuner:
| Kommune        | Folketal 1. januar 1970 | Byer                                       |
| -------------- | ----------------------- | ------------------------------------------ |
| Lillerød       | 6.882                   | Lillerød                                   |
| Lynge-Uggeløse | 4.977                   | Lynge, Nymølle og Uggeløse (bydel i Lynge) |
| I alt          | 11.859                  |                                            |

Hertil kom størstedelen af Blovstrød Sogn med byen Blovstrød. Sognet havde 3.268 indbyggere, og en mindre del kom til Hørsholm Kommune. Desuden afgav Hillerød Kommune 19 matrikler i Børstingerød (Nørre Herlev Sogn) til Allerød Kommune.

## Sogne
Allerød Kommune består af sognene Lillerød Sogn, Lynge Sogn, Uggeløse Sogn og en del af Blovstrød Sogn samt Engholm Sogn, der er udskilt i 1995. I kommunen er der også en menighed af Jesu Kristi Kirke af Sidste Dages Hellige.

## Byer
| Kommunens største byer |                |                   |
| Nr                     | By             | Indbyggere (2025) |
| 1                      | Lillerød       | 16.756            |
| 2                      | Lynge-Uggeløse | 4.139             |
| 3                      | Blovstrød      | 3.043             |
| 4                      | Nymølle        | 356               |

## Navnet
Man valgte at kalde den nye kommune Allerød Kommune for at være neutral i forhold til de gamle navne. Allerød station i byen Lillerød hed oprindeligt Lillerød Station, men navnet blev ændret 18. maj 1952 for at undgå forveksling med den nærliggende Hillerød Station.
Navnet Allerød betyder "Rydningen mellem elletræerne", idet forleddet "al-" er betegnelsen for elletræ og efterleddet "-rød" betyder rydning.
Allerød har lagt navn til Allerødtiden, og verdens største lurfund, Brudevæltelurerne, er fundet i kommunen.

## Borgmestre[6]
| Navn                 | Parti                       | Periode                              |
| -------------------- | --------------------------- | ------------------------------------ |
| Oskar Jensen         | Venstre                     | 1. januar 1970 – 31. december 1987   |
| Preben Nybo Andersen | Venstre                     | 1. januar 1988 – 31. december 1993   |
| Eva Nejstgaard       | Det Konservative Folkeparti | 1. januar 1994 – 30. november 2008   |
| Erik Lund            | Det Konservative Folkeparti | 1. december 2008 – 31. december 2013 |
| Jørgen Johansen      | Det Konservative Folkeparti | 1. januar 2014 – 31. december 2017   |
| Karsten Längerich    | Venstre                     | 1. januar 2018 –                     |

## Valgresultater
| 6 | 1 | 4 | 5 | 3 |

| 17 |

| 4 | 1 | 3 | 1 | 1 | 6 | 1 | 2 |

| 17 |

| 5 | 1 | 4 | 1 | 4 | 1 | 3 |

| 13 | 6 |

| 5 | 1 | 5 | 1 | 6 | 1 | 2 |

| 17 | 4 |

| 4 | 1 | 4 | 2 | 9 | 1 |

| 15 | 6 |

| 4 | 4 | 3 | 6 | 1 | 3 |

| 16 | 5 |

| 4 | 1 | 4 | 3 | 9 |

| 17 | 4 |

| 3 | 8 | 5 | 4 | 1 |

| 15 | 6 |

| 3 | 1 | 6 | 4 | 1 | 6 |

| 14 | 7 |

| 3 | 1 | 5 | 1 | 3 | 2 | 6 |

| 15 | 6 |

| 3 | 1 | 4 | 2 | 1 | 4 | 1 | 1 | 4 |

| 12 | 9 |

| 4 | 1 | 6 | 2 | 1 | 1 | 1 | 4 | 1 |

| 14 | 7 |

| 5 | 1 | 5 | 1 | 2 | 1 | 5 | 1 |

| 17 | 4 |

| 4 | 1 | 7 | 2 | 6 | 1 |

| 16 | 5 |

| 4 | 1 | 4 | 2 | 3 | 6 | 1 |

| 15 | 6 |

### Nuværende byråd
| Navn                           | Parti                                    |
| ------------------------------ | ---------------------------------------- |
| Jørgen Johansen                | Det Konservative Folkeparti - 7 mandater |
| Thomas Frisch                  | Det Konservative Folkeparti - 7 mandater |
| Erik Lund                      | Det Konservative Folkeparti - 7 mandater |
| Bettina Løgager                | Det Konservative Folkeparti - 7 mandater |
| Torbjørn Barfod                | Det Konservative Folkeparti - 7 mandater |
| Lars Bacher                    | Det Konservative Folkeparti - 7 mandater |
| Eric Lerdrup Bourgois          | Det Konservative Folkeparti - 7 mandater |
| Clara Rao                      | Venstre - 6 mandater                     |
| Karsten Längerich (Borgmester) | Venstre - 6 mandater                     |
| Lisbeth Skov                   | Venstre - 6 mandater                     |
| Michael Nørregaard             | Venstre - 6 mandater                     |
| Esben Buchwald                 | Venstre - 6 mandater                     |
| Anders Glümer                  | Venstre - 6 mandater                     |
| Miki Dam Larsen                | Socialdemokratiet - 4 mandater           |
| Vibeke Højbjerg                | Socialdemokratiet - 4 mandater           |
| Theodore Gbouable              | Socialdemokratiet - 4 mandater           |
| Jesper Holdflod Pallesen       | Socialdemokratiet - 4 mandater           |
| Nikolaj Bührmann               | Socialistisk Folkeparti - 2 mandater     |
| Anders Damm-Frydenberg         | Socialistisk Folkeparti - 2 mandater     |
| Emil Ulrik Andersen            | Enhedslisten - 1 mandat                  |
| Merete Them Kjølholm           | Radikale Venstre - 1 mandat              |

| Navn            | Skiftet fra                 | Skiftet til | Dato               |
| --------------- | --------------------------- | ----------- | ------------------ |
| Thomas Frisch   | Det Konservative Folkeparti | Løsgænger   | 15. september 2023 |
| Bettina Løgager | Det Konservative Folkeparti | Løsgænger   | 15. september 2023 |
| Torbjørn Barfod | Det Konservative Folkeparti | Løsgænger   | 15. september 2023 |
| Thomas Frisch   | Løsgænger                   | Moderaterne | 25. september 2023 |
| Bettina Løgager | Løsgænger                   | Moderaterne | 25. september 2023 |
| Torbjørn Barfod | Løsgænger                   | Moderaterne | 25. september 2023 |

| Udtrådt          | Indtrådt      | Parti                   | Dato              |
| ---------------- | ------------- | ----------------------- | ----------------- |
| Nikolaj Bührmann | Signe Schløer | Socialistisk Folkeparti | 19. december 2023 |

### Byråd 2018-2022
| Navn                           | Parti                          |
| ------------------------------ | ------------------------------ |
| Jørgen Johansen                | Konservative - 5 mandater      |
| Erik Lund                      | Konservative - 5 mandater      |
| Lars Bacher                    | Konservative - 5 mandater      |
| Axel Nielsen                   | Konservative - 5 mandater      |
| Martin H. Wolffbrandt          | Konservative - 5 mandater      |
| Miki Dam Larsen                | Socialdemokratiet - 5 mandater |
| Jesper Holdflod Pallesen       | Socialdemokratiet - 5 mandater |
| Theodore Gbouable              | Socialdemokratiet - 5 mandater |
| Bettina Hauge                  | Socialdemokratiet - 5 mandater |
| Kasper Ljung Pedersen          | Socialdemokratiet - 5 mandater |
| Karsten Längerich (Borgmester) | Venstre - 5 mandater           |
| Lisbeth Skov                   | Venstre - 5 mandater           |
| Esben Buchwald                 | Venstre - 5 mandater           |
| Lone Hansen                    | Venstre - 5 mandater           |
| Olav B. Christensen            | Venstre - 5 mandater           |
| Nikolaj Bührmann               | SF - 2 mandater                |
| Anders Damm-Frydenberg         | SF - 2 mandater                |
| Merete Them Kjølholm           | Radikale Venstre - 1 mandat    |
| Erling Petersen                | Blovstrød Listen - 1 mandat    |
| Viggo Janum                    | Vores Allerød - 1 mandat       |
| Rasmus Keis Neerbek            | Enhedslisten - 1 mandat        |

| Navn            | Skiftet fra      | Skiftet til | Dato             |
| --------------- | ---------------- | ----------- | ---------------- |
| Erling Petersen | Blovstrød Listen | Venstre     | 3. november 2020 |

| Dato           | Udtrådt       | Indtrådt                     | Parti             |
| -------------- | ------------- | ---------------------------- | ----------------- |
| 1. januar 2021 | Bettina Hauge | Nicolai Abildskov Pallisborg | Socialdemokratiet |

## Transport
Kommunen gennemskæres af Hillerødmotorvejen og Kongevejen samt af S-tog-strækningen Køge-Hillerød. Allerød Station og Høvelte trinbræt ligger i kommunen.

## Faciliteter
I Allerød Kommune er der seks folkeskoler (Lillevangskolen, Kratbjergskolen, Lynge Skole, Maglebjergskolen, Kratbjergskolen (afdelinger: Ravnsholtskolen og Engholmskolen), Blovstrød Skole og Kongevejsskolen), Allerød Gymnasium, 50 daginstitutioner, biograf (Allerød Bio) og teater (Mungo Park) – også Dr. Dante startede i Allerød.

## Lokalt erhvervsklima
I Dansk Industris undersøgelse af "lokalt erhvervsklima" kom Allerød Kommune i 2013 ind som nummer 60 (af 96). Kommunens bedste kategori var "Kommunale rammevilkår", hvor den var nummer 8, mens den værste kategori var "Kommunens velfærdsservice", hvor den var nummer 83.